# Hochschule Fresenius
Hochschule Fresenius je soukromá vysoká škola, která má své kořeny v Německu, kde patří mezi největší vysoké školy. Pobočka školy byla otevřena také v New Yorku a v roce 2013 také v Praze.
Forma vzdělání je zaměřena na dálkové studium, kdy přednášky probíhají pravidelně 2× týdně ve večerních hodinách a v sobotu, proto je možné školu studovat i při zaměstnání.

## O škole
Sídlo školy je v Idsteině, v německém Hesensku. Svou vědeckou tradici si vede od roku 1848, kdy Carl Remigius založil chemickou laboratoř Fresenius. Postupně se pobočky školy rozšířily po celém Německu. Mimo Německo má vysoká škola Fresenius své pobočky v New Yorku a v Praze. Hlavní výhodou soukromé vysoké školy Fresenius je možnost spolupracovat se zahraničními firmami a to hlavně díky pobočkám v různých státech světa. Výuka na škole se zaměřuje hlavně na praktické dovednosti, neboli hard skills, které jsou velmi ceněny z pohledu manažerských vlastností a velkou výhodou na trhu práce manažerů.

## Studium
Fakulty, na kterých lze studovat na pobočce v Praze jsou Business School a Psychology School.
Na fakultě Business School lze studovat programy Podnikové hospodářství a Management cestovního ruchu, eventů a hotelnictví, na kterých lze získat německý manažerský titul B.A. Z navazujících studijních programů Management médií a podnikání, kde po vystudování získáte německý manažerský titul M.A.
Na Psychology School je otevřen studijní program Ekonomická psychologie, kde lze získat titul B.A. V oboru Ekonomická psychologie student získá rozhled v demografických změnách, změnách ve světě práce, vývoji ve zdravotnictví nebo změnách v chování spotřebitelů a prostřednictvím těchto znalostí pochopit obchod, zvyklosti a chování lidí, neboli spotřebitelů.

## Studijní programy
Diplom i titul získaný na vysoké škole Fresenius je uznaný státem. Stejně tak je titul uznávaný i mezinárodně.

### Bakalářské studijní programy
Na oborech, které jsou bakalářským stupněm vysokoškolského vzdělání, lze získat německý bakalářský diplom. Titul, který je spojen s tímto diplomem je B.A.

### Navazující studijní programy
S navazujícím stupněm je spojen titul M.A. Jedná se o německý magisterský titul.